# Don Eigler
Donald M. Eigler (Los Angeles, 23 de março de 1953) é um físico estadunidense.
Trabalha no IBM Almaden Research Center, onde é conhecido por suas pesquisas em nanotecnologia. Em 1989 foi o primeiro a usar a agulha de um microscópio de corrente de tunelamento para arranjar átomos individuais sobre uma superfície, formando a palavra IBM com 35 átomos de Xenônio. Criou depois o primeiro curral quântico, que são padrões de ondas quânticas bem definidos, formados por pequeno número de átomos, e circuitos lógicos em nanoescala usando átomos individuais de monóxido de carbono. Compartilhou com Nadrian Seeman em 2010 o Prêmio Kavli em nanociência por estes avanços.
Sua pesquisa de 1989, juntamente com Erhard K. Schweizer, envolveu uma nova utilização do microscópio de corrente de tunelamento, inventado em meados de 1980 por Gerd Binnig e Heinrich Rohrer, ambos também da IBM. O microscópio O microscópio foi utilizado anteriormente para gerar imagens de resolução atômica, mas esta foi a primeira vez que foi usado como uma técnica ativa para posicionar com precisão átomos individuais sobre uma superfície. A técnica requer condições de vácuo e temperaturas criogênicas atingidas por resfriamento com hélio líquido, e foi destaque de capa da revista Nature. Na época a técnica foi vista como um potencial primeiro passo para aplicações em mecanosíntese, onde reações químicas podem ser manipuladas molécula a molécula. Sua pesquisa de 2002, juntamente com Andreas J. Heinrich, empregou uma cascata de colisões de moléculas de monóxido de carbono para realizar operações lógicas.
Eigler graduou-se na Universidade da Califórnia em San Diego com o grau de bacharel em 1975 e doutor em 1984. Foi posdoutor no AT&T Bell Labs por dois anos, e então foi para a IBM.